# Кустарниковый зелёный уж
Кустарниковый зелёный уж (лат. Philothamnus semivariegatus) — неядовитая змея из семейства ужеобразных.

## Внешний вид
Общая длина колеблется от 70 см до 1,1 м, иногда 1,3 метра. Голова уплощённая и имеет голубоватый оттенок. Глаза большие с круглыми зрачками. Туловище тонкое, длинное с сильно выраженными килями на брюшных чешуях, помогающими взбираться на ветви. Хвост длинный. Окраска может быть ярко-зелёного, жёлто-зелёного, сине-зелёного или серо-зелёного цвета с тёмными пятнами в передней части, которые иногда сливаются в короткие полосы.

## Распространение
Обитает на большей части Африки к югу от Сахары на высоте до 2000 м над уровнем моря. Несмотря на то, что по сравнению с другими представителями рода  отдаёт бо́льшее предпочтение засушливым местообитаниям,  этот вид отсутствует на большей части территории восточной Эфиопии и Сомали.

## Образ жизни
Предпочитает влажные и сухие леса, саванну, кустарниковые заросли, полупустыни и прибрежные места обитания. Значительную часть жизни проводит на деревьях и в густой растительности, обычно вблизи скал или вдоль русел рек. Активен днём. Питается гекконами, хамелеонами и древесными лягушками.
Это яйцекладущая змея. Самка откладывает от 3 до 12 яиц.

## Таксономия
Филогенетические исследования выявили, что вид является парафилетическим и состоит из 4 клад, представляющих собой криптические виды. Однако из-за отсутствия данных о том, к какой из этих клад относится популяция с типовой территории, полной ревизии этого комплекса видов не было произведено.